# Ruben Gallego
Ruben Gallego (* 20. listopadu 1979 Chicago, Illinois) je americký politik a veterán Námořní pěchoty Spojených států amerických, člen Demokratické strany. Od ledna 2025 je senátorem USA za stát Arizona.
Je tzv. kolumbijským Američanem. V mládí žil na předměstí Chicaga, poté vystudoval Harvard College. V letech 2002 až 2006 byl mariňákem. V letech 2011 až 2014 byl členem arizonské státní sněmovny reprezentantů, kde působil jako asistent vůdce sněmovní menšiny. V letech 2015 až 2025 byl členem Sněmovny reprezentantů, nejdříve za arizonský sedmý okrsek, posléze za její třetí okrsek. 
V průběhu své politické kariéry kritizoval kroky senátorky Kyrsten Sinemové, proti které se nakonec v lednu 2023 rozhodl kandidovat na funkci senátora. Sinemaová ovšem poté oznámila, že na funkci senátorky již kandidovat nebude. Nakonec tak Gallego kandidoval jen proti Republikánce Kari Lake, kterou porazil o 2,4 % hlasů. Gallego se tak stal prvním američanem hispánského a latinskoamerického původu, který reprezentuje v Senátu USA Arizonu. V Senátu USA byl k lednu 2025 jedním ze dvou kolumbijských Američanů (druhým byl Republikán Bernie Moreno).
Od roku 2021 je podruhé ženatý, má dvě děti. 